# Museo della vetrata
Il Museo "Bernardini-Fatti" della vetrata antica è un museo ubicato a Sansepolcro, comune in provincia di Arezzo, aperto il 23 maggio 2003; la raccolta, voluta dal comune di Sansepolcro e dal capitolo della cattedrale, è stata ordinata da Franco Dall'Ara.
Ospitato nella chiesa sconsacrata di San Giovanni Battista (XII secolo), in passato nota anche come San Giovanni d'Afra, su una superficie di circa 300 m², raccoglie prevalentemente opere relativamente recenti, realizzate tra la fine del XIX e l'inizio del XX secolo, provenienti dalla collezione "Giuseppina Bernardini" e dalla donazione "Luigi Fatti".
La collezione comprende 23 vetrate di medio-grandi dimensioni ed un centinaio di frammenti.
Accanto alle opere, il museo accoglie anche una sezione dedicata all'arte del vetro dipinto con materiali ed attrezzi provenienti da botteghe artigiane e testi che illustrano la storia, la lavorazione e il restauro delle vetrate, ed una raccolta di bozzetti, oltre a 40 incisioni della fine del XVIII secolo raffiguranti le vetrate di Chantilly su disegni di Raffaello Sanzio.
Tra le opere, di particolare interesse sono una riproduzione a grandezza naturale dell'Ultima cena di Leonardo da Vinci realizzata da Rosa e Cecilia Caselli tra il 1937 ed il 1942 (Collezione Fatti) e una grande crocifissione inglese di epoca preraffaellita, proveniente come quella dell'Ascensione dalla cappella Morris di Gildestone e probabilmente eseguita su disegno di William Morris; queste ultime fanno parte di una serie di vetrate a soggetto religioso provenienti dalla collezione Bernardini.